# Амалия Матерна
Амалия Матерна (на немски: Amalie Materna), по-късно Амалия Фридрих Матерна (на немски: Amalie Friedrich-Materna) е австрийска оперна певица сопрано.

## Биография
Родена е на 10 юли 1844 г. в Санкт Георген ан дер Щифинг, Австрийска империя. През 1865 г. дебютира на сцената в театър „Талия“ в Грац. Омъжва се за артиста Карл Фридрих. Заедно с него пее оперети в покрайнините на Виена, а също така и в Карлтеатър в столицата. През 1869 г. прави своят дебют в Виенската държавна опера в ролята на Селика в операта „Африканката“ от Джакомо Майербер. В следващите 25 години става редовен изпълнител в Кралския двор. През 1874 г. участва в първото представяне на операта „Аида“ от Джузепе Верди във Виена с ролята на Амнерис. На 10 март 1875 г. изпълнява главната роля в операта „Савската царица“ от Карл Голдмарк.
Матерна е възхитена от изпълнението на творбите на Рихард Вагнер. Изпълнява ролята на Брюнхилда в първия пълен цикъл от „Пръстенът на нибелунга“ на премиерата му в Байройт през 1876 г. Участва и в първите спектакли във Виена на операта „Валкирия“ през 1877 г. и „Зигфрид“ през 1878 г. В 1882 г. пресъздава ролята на Кундри в операта „Парсифал“ в Байройт. В периода до 1891 г. играе тази роля всяка година на оперния фестивал в града.
През 1884 г. Матерна обикаля Съединените щати с Херман Винкелман и Емил Скария. На 5 януари 1885 г. прави своят дебют с ролята на Елизабет в операта „Танхойзер“ в Метрополитън опера, Ню Йорк. Пресъздава образите на Валентин в операта „Хугеноти“ от Джакомо Майербер, Рейчъл в операта „Еврейка“ от Фромантал Халеви и Брюнхилда в операта „Валкирия“ от Рихард Вагнер.
В края на 1885 г. се завръща във Виена, където в продължение на девет години играе множество роли. Последното ѝ участие е на 31 декември 1894 г. След оттеглянето си от сцената преподава оперно пеене във Виена. Последната ѝ публична изява е през 1913 г., когато изпълнява ролята на Кундри в спектакъл в по повод 100-годишнината от рождението на Рихард Вагнер.
Умира на 18 януари 1918 г. във Виена, Австро-Унгария.

## Галерия
- Роли в изпълнение на Матерна
- Кундри в „Парсифал“ (Байройт, 1882)
- Брюнхилда в „Пръстенът на нибелунга“ (Байройт, 1876)
- Елизабет в Танхойзер" (Метрополитън опера, 1885)
- Ортруд в „Лоенгрин“ (Виена)
- Рейчъл в „Еврейка“
- Савската царица в едноименната опера